# Schweizer RU-38 Twin Condor
Die Schweizer RU-38 Twin Condor ist ein zwei- bis dreisitziges Aufklärungsflugzeug in Tiefdeckerkonfiguration mit Doppelleitwerksträger und starrem Fahrwerk.
RU-38 ist die Bezeichnung des US-Militärs (Reconnaissance, dt.: Aufklärung, Utility, dt: Universal). Die Herstellerbezeichnung lautet Schweizer SA 2-38A Condor für die zweisitzige und Schweizer SA 3-38A Condor für die dreisitzige Version.
Basierend auf dem Motorsegler Schweizer SGM 2-37 wurden zwischen 1995 und 2005 fünf RU-38 gebaut.

## Vorgeschichte
Aus der Entwicklung des Motorseglers Schweizer SGM 2-37 zur Verwendung an der United States Air Force Academy entstanden zwei Aufklärungsmaschinen dieses Typs mit der Herstellerbezeichnung SA 2-37A und SA 2-37B. Bei CIA, US-Army und US Coast Guard wurden sie mit RG-8A und RG-8B bezeichnet und für Grenzsicherungs- und Überwachungsmissionen eingesetzt.
Mitte der 1990er Jahre entschied die US-amerikanische Küstenwache, dass die Flugzeuge nützlicher wären, wenn sie über Nachtflugfähigkeit und mehr sensorische Ausrüstung verfügen würden. Verhandlungen mit Schweizer Aircraft führten zu dem Plan, zwei RG-8-Maschinen aufzurüsten und ein neues Flugzeug zu bauen.

## Entwicklung
Die RU-38 war für Aufklärungsmissionen sowohl in geringer Höhe über Wasser oder feindlichem Gebiet als auch in großen Höhen vorgesehen.
Die vorgesehenen Missionsprofile für die RU-38A waren:
- Grenzschutz
- Antiterrorüberwachung
- Überwachung Drogenhandel
- Elektronische Aufklärung
- Fischereiüberwachung
- Überwachung von illegaler Einwanderung
- Seeüberwachung
- Umweltverschmutzungsüberwachung
- Search and Rescue

Im Zuge der Entwicklung der RU-38A aus der RG-8A wurden massive Veränderungen vorgenommen:
- Ersatz des Lycoming O-540-B mit 235 PS (173 kW) durch zwei Continental GIO-550A (jeweils einer in Tractor- und einer in Pusher-Konfiguration)
- Vergrößerung des Innenraums
- Verbesserung der Schalldämpfer
- Vergrößerung der Spannweite von 56,5 ft (17,2 m) auf 84,13 ft (25,6 m)
- Ersatz des Hecks durch einen Doppelleitwerksträger
- Massiv vergrößerte Sensorschächte
- Verbessertes Lärmprofil
- Ersatz des Spornradfahrwerks durch ein Bugradfahrwerk

### RU-38A
Das daraus entstandene Flugzeug hat nur noch wenig mit der ursprünglichen RG-8 gemein. Die Doppelleitwerksträger erlauben den Einbau von wesentlich mehr Sensoren. Der linke Träger enthält ein AN/APN-215(V)-X-Band-Multifunktionsfarbradar mit Kartierungsfunktion. Der rechte Träger enthält ein An/AAQ-15-FLIR und ein schwachlichtfähiges Videoüberwachungssystem.
Zur Navigation verfügte die RU-38A ursprünglich sowohl über OMEGA- als auch über GPS-Empfänger, wobei der OMEGA-Empfänger nach der Stilllegung des Systems 1997 entfernt wurde. Das Flugzeug ist weiterhin mit Funkgeräten für den HF-, VHF- und UHF-Bereich zur verschlüsselten und unverschlüsselten Sprachkommunikation und zur Funknavigation ausgerüstet. Des Weiteren kann die Besatzung Nachtsichtgeräte verwenden.
Aufgrund seines Motorseglererbes verfügt das Flugzeug nicht über Landeklappen, sondern über Bremsklappen auf Ober- und Unterseite der Tragflächen. Das MTOW der RU-38A beträgt 5.300 lb (2.404 kg).
Die RU-38A ist so konstruiert, dass sie mit beiden Triebwerken zu ihrem Operationsgebiet fliegt und das hintere Triebwerk dort abgeschaltet wird. Das Flugzeug befindet sich dann im sogenannten „geräuscharmen Überwachungsmodus“. Das zweite Triebwerk bleibt dabei für Notfälle oder für den Rückflug zur Basis verfügbar.
Die erste RG-8A der Küstenwache wurde am 24. Januar 1994 zum Umbau in eine RU-38A übergeben. Der ursprüngliche Plan sah vor, zwei RG-8As umzurüsten und eine weitere RU-38A neu zu bauen.
Der Erstflug des umgebauten Flugzeugs fand am 31. Mai 1995 statt. Die zweite Maschine, die in eine RU-38A umgebaut werden sollte, stürzte 1996 in der Nähe von Puerto Rico ab. Nach diesem Unfall wurde entschieden, nur zwei RU-38As in den Dienst der Küstenwache zu übernehmen. Der Verlust der RG-8A verzögerte das Programm für viele Monate und es wurde erst im Mai 1997 abgeschlossen.
Die erste RU-38 wurde ab Juli 1998 von der 445th Flight Test Squadron der US Air Force auf der Edwards Air Force Base im Auftrag der Küstenwache getestet. Während des viermonatigen Testprogramms wurden mit der Maschine rund 100 Testflüge absolviert.
Im September 1999 wurden die beiden umgebauten RU-38A an die Küstenwache in Miami, Florida ausgeliefert und für die Überwachung des Drogenhandels über dem Golf von Mexiko und der Karibik eingesetzt.

### RU-38B
Das Unternehmen verbesserte das Flugzeug weiter durch den Austausch der beiden Kolbentriebwerke durch zwei Turboproptriebwerke vom Typ Rolls-Royce Model 250-B17F, wodurch das MTOW auf 7.200 lb (3.266 kg) erhöht wurde. Das neue Flugzeug trägt die militärische Bezeichnung RU-38B.
Die RU-38B verfügt über vier Kubikmeter Stauraum für Ausrüstung mit einem Gewicht von bis zu 800 lb (363 kg). Die Ladebuchten verfügen alle über große Zugangsluken und befinden sich sowohl in den Leitwerksträgern als auch hinter den Sitzen im Rumpf. Hinter den Sitzen findet falls nötig alternativ ein weiteres Mannschaftsmitglied Platz. Durch modulare Sensorik kann das Flugzeug schnell für die verschiedenen Missionen umgerüstet werden.
Im Langsamflug mit Propellerdrehzahlen von 1000 min−1 kann die RU-38B sehr leise Operationen durchführen. Möglich wird dies durch die von einem Segelflugzeug abgeleiteten Tragflächen, die sehr langsame Fluggeschwindigkeiten ermöglichen.
Der Auspuff des vorderen Triebwerks ist über die Tragfläche geführt, wodurch das Lärmprofil noch leiser wird.
Zwei RU-38B wurden an das US Department of Justice im Jahr 2004 und 2005 ausgeliefert.
Das Muster wurde noch im Jahr 2011 aktiv von Schweizer vermarktet.

## Zulassung
Weder die RU-38A noch die RU-38B sind musterzugelassen. Stattdessen werden die Maschinen als Experimentalflugzeuge betrieben.

## Betreiber
Vereinigte Staaten
- Schweizer Aircraft Corporation – Zwei RU-38A und eine RU-38B[9]
- United States Department of Justice – Zwei RU-38B[7]

## Technische Daten (RU-38B)
| Kenngröße             | Daten               |
| --------------------- | ------------------- |
| Besatzung             | 2 / 3               |
| Länge                 | 35,1 ft (10,7 m)    |
| Spannweite            | 84,13 ft (25,6 m)   |
| Flügelfläche          | 334,2 ft² (31 m²)   |
| Flügelstreckung       | 21,1                |
| Flügelprofil          | Wortmann FX 61-163  |
| Nutzlast              | 2.935 lb (1.331 kg) |
| Leermasse             | 4.265 lb (1.935 kg) |
| max. Startmasse       | 7.200 lb (3.266 kg) |
| Reisegeschwindigkeit  | 83 kn (154 km/h)    |
| Höchstgeschwindigkeit | 168 kn (311 km/h)   |
| Dienstgipfelhöhe      | 30.000 ft (9.144 m) |